# Forma de Backus i Naur Ampliada
En informàtica, la Forma de Backus i Naur Ampliada (amb denominació anglosaxona Extended Backus-Naur Form o EBNF) és una notació que té per finalitat descriure les regles sintàctiques dels llenguatges de programació. És una extensió reformada de la notació Forma de Backus i Naur.
Va ser desenvolupada per Niklaus Wirth per a la descripció del llenguatge de programació Pascal. Posteriorment va donar lloc a l'estàndard de l'Organització Internacional d'estàndards ISO-14977.